# Взрыв на Котляковском кладбище
Взрыв на Котляковском кладбище — преступление, совершённое 10 ноября 1996 года в Москве.

## Предыстория

Слева — памятник погибшим во время взрыва 10 ноября 1996 года.

Председатель Фонда инвалидов войны в Афганистане Михаил Лиходей, у чьей могилы на Котляковском кладбище и произошёл взрыв, был достаточно известным общественным деятелем. Михаил Лиходей занял этот пост летом 1994 года, сменив на нём Валерия Радчикова.
10 ноября 1994 года Лиходей вместе со своим охранником был убит в своём доме на Ореховом бульваре. Бомба мощностью в 450 грамм в тротиловом эквиваленте была вмонтирована в переговорное устройство в лифте. Убийцы взорвали бомбу командой с радиопульта, наблюдая за домом Лиходея с технического этажа соседней шестнадцатиэтажки. М. Лиходей был похоронен на Котляковском кладбище Москвы. Убийца был арестован лишь три года спустя.

## Взрыв

Слева — памятник погибшим во время взрыва, справа — могилы Лиходея и Краснолуцкой.

Спустя два года, 10 ноября 1996 года, у могилы Лиходея собрались многие его друзья и знакомые. Среди них был и новый руководитель фонда Сергей Трахиров. Самодельное взрывное устройство мощностью, по различным оценкам, от 2 до 5 килограммов в тротиловом эквиваленте было закопано в могиле и расположено таким образом, чтобы взрывная волна, отразившись от поверхности обелиска, нанесла максимальный ущерб собравшимся.
Во время собрания у могилы произошёл сильный взрыв. На месте скончались 14 человек и около 30 получили ранения различной степени тяжести. Среди погибших оказались Трахиров и вдова Лиходея, Елена Краснолуцкая, финансовый директор фонда. Взрывная волна разбросала осколки вокруг на 70 метров. На месте взрыва осталась воронка глубиной полтора метра, и шириной до двух с половиной метров.
Среди погибших оказались корреспонденты Марина Горелова и Юрий Шмаков, пришедшие на поминки, чтобы взять интервью.

## Следствие по обоим делам
Убийц Михаила Лиходея по горячим следам найти не удалось, и дело было приостановлено.
18 января 2000 года адвокат В. Радчикова заявил: «Дело полностью сфабриковано, нет ни одного доказательства вины…».
21 января 2000 года Московский окружной военный суд оправдал Радчикова, Смурова и Анохина по всем пунктам предъявленного им обвинения, а в апреле того же года военная коллегия Верховного Суда России оставила решение суда в силе.
13 декабря 2000 года президиум Верховного суда всё же отменил приговор и отправил дело на новое рассмотрение. После этого Анохин исчез в неизвестном направлении.
31 января 2001 года в автокатастрофе на Минском шоссе разбился Радчиков. Водитель Радчикова В. Г. не справился с управлением, и машина на большой скорости врезалась в грузовой автомобиль.
23 августа 2001 года в Московском городском суде начались слушания по делу о взрыве. Единственным обвиняемым оказался Михаил Смуров. На полгода процесс прерывался, и приговор в отношении Смурова был объявлен лишь 28 мая 2003 года. Суд приговорил его к 14 годам лишения свободы как соучастника взрыва на кладбище. 18 ноября 2003 года Верховный суд России оставил приговор Смурову без изменения. Обвинение считало, что именно Смуров паял пульт управления взрывным устройством, но Смуров это отрицал: по его словам, у него выбивали показания, угрожали жене и «два дня били табуреткой». Позднее Верховный суд РФ отказался принимать решение Европейского суда по правам человека по делу "Радчиков (Radchikov) против Российской Федерации" от 24 мая 2007 года (Жалоба №65582/01), признавшего действия Президиума Верховного суда РФ, нарушающими п. 1 ст. 6 Конвенции "О защите прав человека и основных свобод" и лишающими Радчикова В. Г. права на справедливое судебное разбирательство.
13 ноября 2003 года был задержан Анохин. В декабре 2006 года Анохин был осуждён к 15 годам лишения свободы, а в мае 2007 года приговор в отношении него был оставлен без изменения.
Убийца Михаила Лиходея Александр Хинц, арестованный в 1997 году, в апреле 2004 года был приговорён к 15 годам лишения свободы, а в 2008 году Московский городской суд заочно приговорил выявленного заказчика убийства — Владимира Луковского — к 15 годам лишения свободы. В мае 2010 года подозреваемый был задержан на территории Украины, а в январе 2011 года экстрадирован в Россию, после чего заявил о своем несогласии с заочным приговором.